# Том Дарлінґ
Том Дарлінґ (англ. Tom Darling, 4 травня 1958) — американський академічний веслувальник.
Срібний призер Олімпійських Ігор 1984 року в складі вісімки, учасник 1988 року.